# Adria Tour
Ne doit pas être confondu avec Tour Adria.
L'Adria Tour est une tournée de tennis qui se déroule du 13 juin au 5 juillet 2020 dans les Balkans. Elle devait initialement débuter à Belgrade, en Serbie, puis passer par la Croatie à Zadar (20 et 21 juin), le Monténégro (27 et 28 juin) et se finir en Bosnie-Herzégovine, à Banja Luka  (3 et 4 juillet) et Sarajevo (5 juillet). 

## Faits marquants
- L'étape prévue au Monténégro du 27 au 28 juin est annulée.

## Participants
Huit participants sont attendus pour l'Adria Tour, :
- Novak Djokovic (no 1 mondial et organisateur)
- Dominic Thiem (no 3)
- Alexander Zverev (no 7)[4]
- Borna Ćorić
- Marin Čilić
- Grigor Dimitrov
- Dušan Lajović
- Viktor Troicki.

## Déroulement
Les huit participants seront répartis en deux poules de quatre joueurs. Les deux premiers de chaque poule se qualifient pour la finale. Les matchs sont disputés en deux sets gagnants de quatre jeux chacun.

## Retransmission
Toutes les rencontres sont télévisées sur Eurosport 1 et Eurosport Player. 

## Gains
L'argent récolté grâce à cette épreuve est reversé à diverses organisations caritatives. Novak Djokovic a d'ores et déjà annoncé que 50 000 € avaient été versés à une association serbe sélectionnée par sa fondation.

## Public
Malgré les mesures de confinement à cause de la pandémie de Covid-19, un public est présent pour assister au tournoi, comme s'en félicite l'organisateur Novak Djokovic.

## Cas deCovid-19
Le 22 juin, deux joueurs, Grigor Dimitrov et Borna Ćorić annoncent qu'ils sont positifs au coronavirus. Le préparateur physique de Djokovic, Marko Paniki, et l'entraîneur de Dimitrov, Kristijan Groh, ont également été testés positifs.
Le 23 juin, Djokovic annonce être également positif.